# Cecilia Vianini
Cecilia Vianini (Verona, 19 de noviembre de 1976) es una deportista italiana que compitió en natación, especialista en el estilo libre. Ganó dos medallas de plata en el Campeonato Europeo de Natación de 2000, en las pruebas de 4 × 100 m libre y 4 × 200 m libre.

## Palmarés internacional
| Campeonato Europeo | Campeonato Europeo   | Campeonato Europeo | Campeonato Europeo |
| Año                | Lugar                | Medalla            | Prueba             |
| ------------------ | -------------------- | ------------------ | ------------------ |
| 2000               | Helsinki (Finlandia) | Medalla de plata   | 4 × 100 m libre    |
| 2000               | Helsinki (Finlandia) | Medalla de plata   | 4 × 200 m libre    |